# Lechrainer (Denklingen)

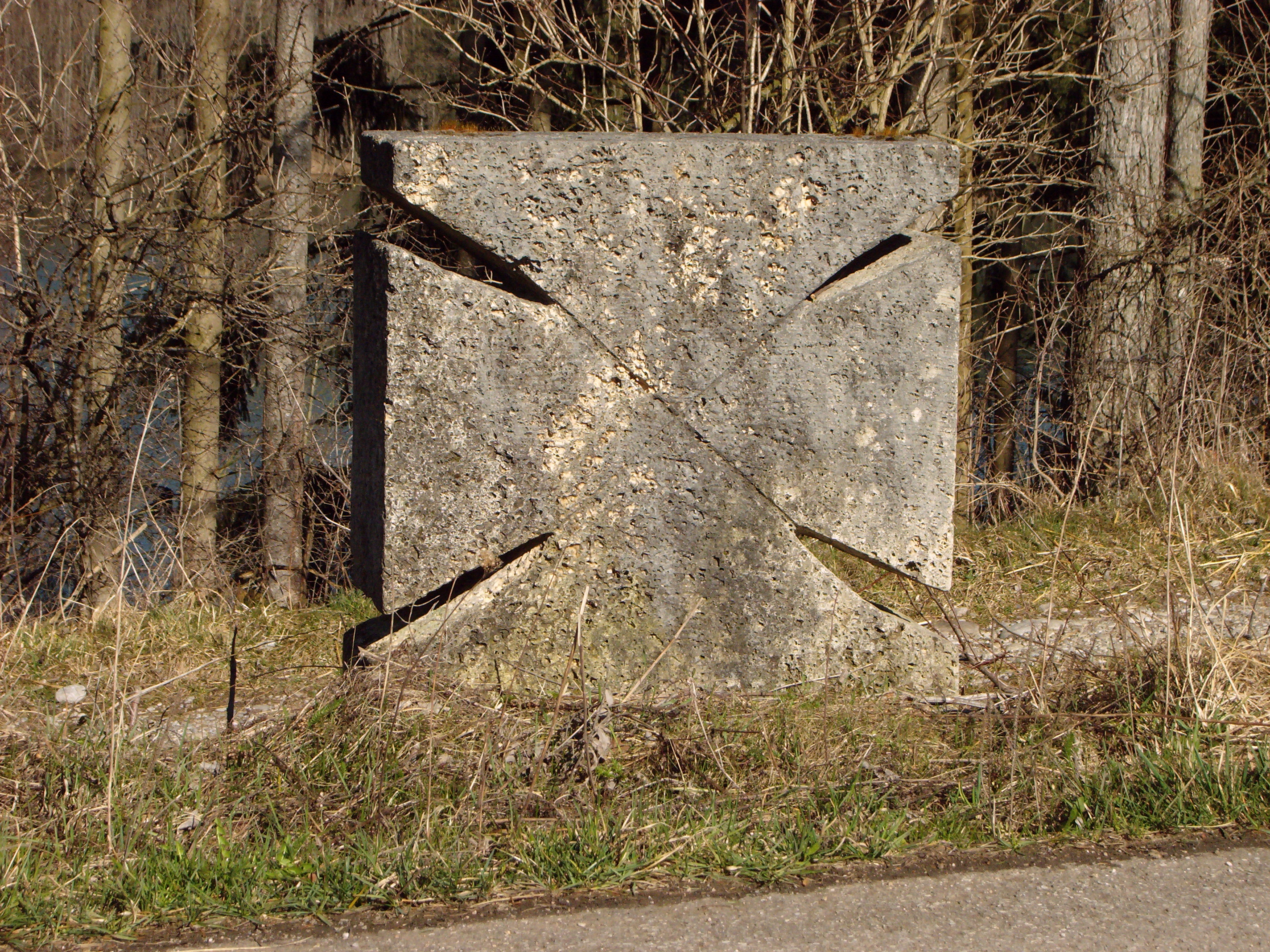
Tuffsteinkreuz in Epfach

Lechrainer ist ein Ortsteil der Gemeinde Denklingen im oberbayerischen Landkreis Landsberg am Lech.

## Geografie
Die Einöde Lechrainer liegt circa zwei Kilometer südlich von Epfach auf einer Schotterterrasse oberhalb des Lechs an der ehemaligen Via Claudia.

## Geschichte
Der Ortsname Lechrainer bezeichnet ein an den Lech angrenzendes Gebiet.
Lechrainer war bis zum 30. Juni 1972 ein Ortsteil der ehemaligen Gemeinde Epfach.

## Sehenswürdigkeiten
Etwa 200 Meter südwestlich der Einöde befindet sich ein denkmalgeschütztes Tuffsteinkreuz von 1627 oder 1632.